# Iglesia de San Juan Bautista (Esino Lario)
La iglesia de San Juan Bautista (Chiesa di San Giovanni Battista en italiano) es una iglesia subsidiaria de Esino Lario, que forma parte de la parroquia de San Víctor Mártir. Fue consagrada en 1565 y restaurada por primera vez en 1635.
En su interior se encuentra una nave rectangular, sobre la cual se abre una capilla dedicada a la Dolorosa con un altar del 1850, sobre el cual se encontraba el lienzo que representaba a la Dolorosa, hoy puesta sobre la contrafachada. El altar mayor se remonta a 1671 y está realizado con mármoles policromados y presenta dos ángeles en estuco. El que era el retablo del altar mayor, de 1566 y que representa el Bautismo de Cristo, se encuentra hoy sobre la pared del presbiterio, frente al lienzo de la Predica alle folle.
En el siglo XVII se realizaron algunos cuadros entre los que se encuentran una Natividad, un Martirio de San Juan el Bautista y una Virgen con Santos.

## Otros proyectos
- Wikimedia Commons alberga una categoría multimedia sobre Iglesia de San Juan Bautista.

- Datos: Q24041801
- Multimedia: Church of San Giovanni in Esino Inferiore / Q24041801